# Upstart Crow
Upstart Crow è una sitcom britannica che è stata trasmessa dal 9 maggio 2016 alle 22:00 su BBC Two come parte delle commemorazioni del 400º anniversario della morte di William Shakespeare. Il titolo deriva da "un corvo venuto su dal basso, che si abbellisce con le nostre piume", una critica su Shakespeare del suo rivale Robert Greene nel Groats-Worth of Wit di quest'ultimo.
La serie è stata scritta da Ben Elton ed è ambientata dal 1592 (l'anno della citazione di Greene) in poi.

## Episodi
| Stagione | Episodi | Episodi | Prima TV UK       | Prima TV UK                                 |
| Stagione | Episodi | Episodi | Inizio prima TV   | Fine prima TV                               |
| -------- | ------- | ------- | ----------------- | ------------------------------------------- |
| 1        | 6       | 6       | 9 maggio 2016     | 13 giugno 2016                              |
| 2        | 6 (+1)  | 6 (+1)  | 11 settembre 2017 | 16 ottobre 2017 25 dicembre 2017 (speciale) |
| 3        | 6 (+1)  | 6 (+1)  | 29 agosto 2018    | 3 ottobre 2018 25 dicembre 2018 (speciale)  |